# I Like It (Enrique Iglesias)
I Like It is een nummer van Enrique Iglesias in samenwerking met de rapper Pitbull. Officieel is dit de tweede single van het album Euphoria die in de zomer van 2010 uitkwam. Naast een raptekst van Pitbull is er ook een gedeelte te horen van Lionel Richie's All Night Long (All Night) uit 1983. Het nummer bereikte tot dusver in meerdere Europese landen zoals België, Oostenrijk, Spanje en Engeland de top 10 van de landelijke hitlijsten. In Nederland kwam het nummer tot de dertiende plaats in de Nederlandse Top 40.

## Hitnoteringen

### Nederlandse Top 40
| Hitnotering: 12-06-2010 t/m 11-09-2010 | Hitnotering: 12-06-2010 t/m 11-09-2010 | Hitnotering: 12-06-2010 t/m 11-09-2010 | Hitnotering: 12-06-2010 t/m 11-09-2010 | Hitnotering: 12-06-2010 t/m 11-09-2010 | Hitnotering: 12-06-2010 t/m 11-09-2010 | Hitnotering: 12-06-2010 t/m 11-09-2010 | Hitnotering: 12-06-2010 t/m 11-09-2010 | Hitnotering: 12-06-2010 t/m 11-09-2010 | Hitnotering: 12-06-2010 t/m 11-09-2010 | Hitnotering: 12-06-2010 t/m 11-09-2010 | Hitnotering: 12-06-2010 t/m 11-09-2010 | Hitnotering: 12-06-2010 t/m 11-09-2010 | Hitnotering: 12-06-2010 t/m 11-09-2010 | Hitnotering: 12-06-2010 t/m 11-09-2010 | Hitnotering: 12-06-2010 t/m 11-09-2010 |
| Week                                   | 1                                      | 2                                      | 3                                      | 4                                      | 5                                      | 6                                      | 7                                      | 8                                      | 9                                      | 10                                     | 11                                     | 12                                     | 13                                     | 14                                     |                                        |
| -------------------------------------- | -------------------------------------- | -------------------------------------- | -------------------------------------- | -------------------------------------- | -------------------------------------- | -------------------------------------- | -------------------------------------- | -------------------------------------- | -------------------------------------- | -------------------------------------- | -------------------------------------- | -------------------------------------- | -------------------------------------- | -------------------------------------- | -------------------------------------- |
| Nummer                                 | 38                                     | 27                                     | 19                                     | 18                                     | 13                                     | 16                                     | 14                                     | 14                                     | 15                                     | 16                                     | 19                                     | 22                                     | 25                                     | 37                                     | uit                                    |

### NederlandseSingle Top 100
| Hitnotering: (Week 1 t/m 18) 12-06-2010 t/m 09-10-2010 Hitnotering: (Week 19 t/m) 23-10-2010 t/m | Hitnotering: (Week 1 t/m 18) 12-06-2010 t/m 09-10-2010 Hitnotering: (Week 19 t/m) 23-10-2010 t/m | Hitnotering: (Week 1 t/m 18) 12-06-2010 t/m 09-10-2010 Hitnotering: (Week 19 t/m) 23-10-2010 t/m | Hitnotering: (Week 1 t/m 18) 12-06-2010 t/m 09-10-2010 Hitnotering: (Week 19 t/m) 23-10-2010 t/m | Hitnotering: (Week 1 t/m 18) 12-06-2010 t/m 09-10-2010 Hitnotering: (Week 19 t/m) 23-10-2010 t/m | Hitnotering: (Week 1 t/m 18) 12-06-2010 t/m 09-10-2010 Hitnotering: (Week 19 t/m) 23-10-2010 t/m | Hitnotering: (Week 1 t/m 18) 12-06-2010 t/m 09-10-2010 Hitnotering: (Week 19 t/m) 23-10-2010 t/m | Hitnotering: (Week 1 t/m 18) 12-06-2010 t/m 09-10-2010 Hitnotering: (Week 19 t/m) 23-10-2010 t/m | Hitnotering: (Week 1 t/m 18) 12-06-2010 t/m 09-10-2010 Hitnotering: (Week 19 t/m) 23-10-2010 t/m | Hitnotering: (Week 1 t/m 18) 12-06-2010 t/m 09-10-2010 Hitnotering: (Week 19 t/m) 23-10-2010 t/m | Hitnotering: (Week 1 t/m 18) 12-06-2010 t/m 09-10-2010 Hitnotering: (Week 19 t/m) 23-10-2010 t/m | Hitnotering: (Week 1 t/m 18) 12-06-2010 t/m 09-10-2010 Hitnotering: (Week 19 t/m) 23-10-2010 t/m | Hitnotering: (Week 1 t/m 18) 12-06-2010 t/m 09-10-2010 Hitnotering: (Week 19 t/m) 23-10-2010 t/m | Hitnotering: (Week 1 t/m 18) 12-06-2010 t/m 09-10-2010 Hitnotering: (Week 19 t/m) 23-10-2010 t/m | Hitnotering: (Week 1 t/m 18) 12-06-2010 t/m 09-10-2010 Hitnotering: (Week 19 t/m) 23-10-2010 t/m | Hitnotering: (Week 1 t/m 18) 12-06-2010 t/m 09-10-2010 Hitnotering: (Week 19 t/m) 23-10-2010 t/m | Hitnotering: (Week 1 t/m 18) 12-06-2010 t/m 09-10-2010 Hitnotering: (Week 19 t/m) 23-10-2010 t/m | Hitnotering: (Week 1 t/m 18) 12-06-2010 t/m 09-10-2010 Hitnotering: (Week 19 t/m) 23-10-2010 t/m | Hitnotering: (Week 1 t/m 18) 12-06-2010 t/m 09-10-2010 Hitnotering: (Week 19 t/m) 23-10-2010 t/m | Hitnotering: (Week 1 t/m 18) 12-06-2010 t/m 09-10-2010 Hitnotering: (Week 19 t/m) 23-10-2010 t/m | Hitnotering: (Week 1 t/m 18) 12-06-2010 t/m 09-10-2010 Hitnotering: (Week 19 t/m) 23-10-2010 t/m | Hitnotering: (Week 1 t/m 18) 12-06-2010 t/m 09-10-2010 Hitnotering: (Week 19 t/m) 23-10-2010 t/m |
| Week                                                                                             | 1                                                                                                | 2                                                                                                | 3                                                                                                | 4                                                                                                | 5                                                                                                | 6                                                                                                | 7                                                                                                | 8                                                                                                | 9                                                                                                | 10                                                                                               | 11                                                                                               | 12                                                                                               | 13                                                                                               | 14                                                                                               | 15                                                                                               | 16                                                                                               | 17                                                                                               | 18                                                                                               |                                                                                                  | 19                                                                                               | 20                                                                                               |
| ------------------------------------------------------------------------------------------------ | ------------------------------------------------------------------------------------------------ | ------------------------------------------------------------------------------------------------ | ------------------------------------------------------------------------------------------------ | ------------------------------------------------------------------------------------------------ | ------------------------------------------------------------------------------------------------ | ------------------------------------------------------------------------------------------------ | ------------------------------------------------------------------------------------------------ | ------------------------------------------------------------------------------------------------ | ------------------------------------------------------------------------------------------------ | ------------------------------------------------------------------------------------------------ | ------------------------------------------------------------------------------------------------ | ------------------------------------------------------------------------------------------------ | ------------------------------------------------------------------------------------------------ | ------------------------------------------------------------------------------------------------ | ------------------------------------------------------------------------------------------------ | ------------------------------------------------------------------------------------------------ | ------------------------------------------------------------------------------------------------ | ------------------------------------------------------------------------------------------------ | ------------------------------------------------------------------------------------------------ | ------------------------------------------------------------------------------------------------ | ------------------------------------------------------------------------------------------------ |
| Nummer                                                                                           | 44                                                                                               | 24                                                                                               | 33                                                                                               | 32                                                                                               | 26                                                                                               | 28                                                                                               | 20                                                                                               | 18                                                                                               | 20                                                                                               | 23                                                                                               | 31                                                                                               | 56                                                                                               | 47                                                                                               | 45                                                                                               | 59                                                                                               | 51                                                                                               | 62                                                                                               | 73                                                                                               | uit                                                                                              | 91                                                                                               |                                                                                                  |

### VlaamseUltratop 50
| Hitnotering: 22-05-2010 t/m 18-09-2010 | Hitnotering: 22-05-2010 t/m 18-09-2010 | Hitnotering: 22-05-2010 t/m 18-09-2010 | Hitnotering: 22-05-2010 t/m 18-09-2010 | Hitnotering: 22-05-2010 t/m 18-09-2010 | Hitnotering: 22-05-2010 t/m 18-09-2010 | Hitnotering: 22-05-2010 t/m 18-09-2010 | Hitnotering: 22-05-2010 t/m 18-09-2010 | Hitnotering: 22-05-2010 t/m 18-09-2010 | Hitnotering: 22-05-2010 t/m 18-09-2010 | Hitnotering: 22-05-2010 t/m 18-09-2010 | Hitnotering: 22-05-2010 t/m 18-09-2010 | Hitnotering: 22-05-2010 t/m 18-09-2010 | Hitnotering: 22-05-2010 t/m 18-09-2010 | Hitnotering: 22-05-2010 t/m 18-09-2010 | Hitnotering: 22-05-2010 t/m 18-09-2010 | Hitnotering: 22-05-2010 t/m 18-09-2010 | Hitnotering: 22-05-2010 t/m 18-09-2010 | Hitnotering: 22-05-2010 t/m 18-09-2010 | Hitnotering: 22-05-2010 t/m 18-09-2010 |
| Week                                   | 1                                      | 2                                      | 3                                      | 4                                      | 5                                      | 6                                      | 7                                      | 8                                      | 9                                      | 10                                     | 11                                     | 12                                     | 13                                     | 14                                     | 15                                     | 16                                     | 17                                     | 18                                     |                                        |
| -------------------------------------- | -------------------------------------- | -------------------------------------- | -------------------------------------- | -------------------------------------- | -------------------------------------- | -------------------------------------- | -------------------------------------- | -------------------------------------- | -------------------------------------- | -------------------------------------- | -------------------------------------- | -------------------------------------- | -------------------------------------- | -------------------------------------- | -------------------------------------- | -------------------------------------- | -------------------------------------- | -------------------------------------- | -------------------------------------- |
| Nummer                                 | 45                                     | 32                                     | 22                                     | 16                                     | 14                                     | 9                                      | 9                                      | 8                                      | 5                                      | 7                                      | 9                                      | 11                                     | 15                                     | 18                                     | 25                                     | 34                                     | 36                                     | 41                                     | uit                                    |